# Terapia kwiatowa Bacha
Ten artykuł opisuje teorie, metody lub czynności niezgodne ze współczesną wiedzą medyczną.
Terapia kwiatowa Bacha – alternatywna metoda pseudoterapeutyczna, opracowana przez Edwarda Bacha, oparta na podawaniu rozcieńczonych preparatów bazujących na brandy i wodnych maceratach płatków kwiatowych. Badania naukowe nie potwierdziły żadnego działania kwiatowych preparatów Bacha (leczniczego, uzależniającego), a wyniki terapii były równe efektowi placebo. Preparaty zostały opracowane i opisane przez Bacha w latach 1928–1935, opis zawierał preparaty przygotowane z użyciem kwiatów 38 różnych roślin.
W swoich pierwszych preparatach Bach używał kropel rosy, którą zbierał z płatków kwiatów po czym mieszał je w proporcji 50:50 z brandy, co nazywał "nalewką macierzystą" lub "esencją". Bach twierdził, że zebrana Rosa zawiera "wibracje kwiatowe" czyli zachowują właściwości lecznicze rośliny, mimo że żadne związki chemiczne nie przechodzą do kropel rosy.
Mimo że badania naukowe nie potwierdziły żadnego działania preparatów, to według zwolenników esencje kwiatowe uleczają negatywne emocje i pomagają pokonać stres.

## Esencje kwiatowe a homeopatia
Terapia kwiatowa Bacha wykazuje pewne podobieństwa do homeopatii, jednak nie jest homeopatyczną metodą leczenia – nie spełnia dwóch podstawowych warunków: przygotowywania medykamentów według potencjowania, ani wymogu doboru leków na zasadzie podobieństwa (Similia similibus curentur). Testy chemiczne wykazują w preparatach Bacha jedynie obecność wody i brandy, używanej jako środek konserwujący.

## Sposoby przygotowywania
Edward Bach opracował dwie metody sporządzania preparatów: metodę na zimno i metodę na ciepło. Obie zostały uznane za odpowiednie do sporządzania preparatów homeopatycznych. Do wykonywania preparatów pseudoterapeutycznych Bach wykorzystywał wyłącznie rosnące na naturalnych stanowiskach.
Metoda z wykorzystaniem maceracji na zimno
Jest stosowana w przypadku roślin kwitnących późną wiosną i latem, gdy występuje efekt rosy. Kwiaty są zbierane w słoneczny dzień wczesnym rankiem. Na miejscu z zaroszonych kwiatów sporządzana jest nalewka macierzysta. Poprzez moczenie w czasie od 30 minut do 3 godzin kwiatów w wodzie, po czym kwiaty usuwa się przez filtrowanie i dodaje brandy w objętości równej objętości wody (powstały preparat zawiera ok. 20% czystego alkoholu). Ten preparat Bach nazwał esencją kwiatową.
Metoda z wykorzystaniem maceracji na gorąco
Jest stosowana w przypadku kwiatów drzew, krzewów i roślin, które kwitną w okresie w którym nie ma rosy, np. na początku roku. Zebrane kwiaty zalewa się wodą a następnie gotuje przez 30 minut, po czym pozostawia do ostygnięcia. Następnie kwiaty usuwa się przez filtrowanie i  dodaje brandy w objętości równej objętości wody, otrzymując esencję kwiatową.
W handlu dostępne były również dalsze rozcieńczenia z użyciem brandy (stosunek esencji kwiatowej do brandy 1: 5000). Tego typu preparaty były popularne ze względu na cenę - jako preparat uznawany dawniej za leczniczy nie był objęty podatkiem akcyzowym i był tańszy niż brandy bez śladowego dodatku esencji kwiatowej. Preparat ten, będący właściwie czystą brandy, był zalecany jako odprężający dodatek do popołudniowej herbaty. Podobny mechanizm (brak podatków), upowszechnił wcześniej laudanum.

## 38 esencji kwiatowych Bacha

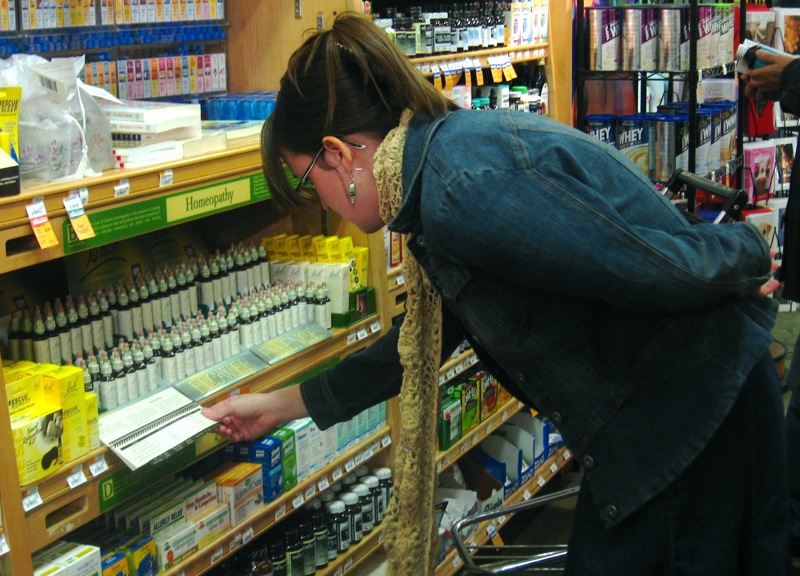
Buteleczki z esencjami kwiatowymi Bacha do użytku wewnętrznego

38 esencji Bacha koresponduje z 38 negatywnymi stanami emocjonalnymi. Bach wierzył w ich holistyczną moc leczenia negatywnych emocji w przypadku dowolnej choroby, lecz obecnie esencje kwiatowe Bacha są stosowane w przypadku problemów psychologicznych, bólu i stresu.
Nie zawierają znaczących farmakologicznie pozostałości kwiatów, które zostały użyte do ich wyprodukowania. Ich działanie Bach tłumaczył wpływem esencji kwiatowych na siłę życiową człowieka poprzez „wibracje”, które kwiaty przekazały do nalewki. Te kwiatowe „wibracje” miałyby oddziaływać na subtelny poziom energetyczny pacjenta i w ten sposób przywracać zaburzoną równowagę oraz likwidować utarte schematy zachowania. Wyleczenie zdaniem Bacha następowało poprzez złagodzenie negatywnych uczuć i uwolnienie pacjenta od ukrytych problemów emocjonalnych i psychologicznych.
Esencje mogą być bezpiecznie łączone z innymi lekami. Są uważane za najprawdopodobniej bezpieczne i są dozwolone do stosowania przez dzieci, kobiety w ciąży i osoby w podeszłym wieku. Ze względu na to, że zawierają alkohol są przeciwwskazane w przypadku byłych alkoholików. Czasami na początku terapii może nastąpić pogorszenie stanu zdrowia, mające postać nasilenia dotychczasowych objawów chorobowych, zanim dojdzie do poprawy stanu zdrowia.
Esencje kwiatowe są dobierane indywidualnie dla każdego pacjenta na podstawie siedmiu psychologicznych przyczyn chorób, które wyróżnił Bach: strach, niepewność, niewystarczające okazywanie zainteresowania swoją aktualną sytuacją, samotność, podatność na wpływy i sugestie innych osób, przygnębienie lub rozpacz, zamartwianie się o dobro i bezpieczeństwo bliskich.
Leczenie trwa z reguły kilka tygodni do kilku miesięcy. Medykamenty Bacha są dostępne w wielu krajach bez recepty.

## Ocena skuteczności
Przegląd wyników różnych badań dotyczących skuteczności leczenia esencjami kwiatowymi Bacha nie potwierdził ich efektywności i nie wykazał różnic pomiędzy kwiatowymi lekami Bacha a placebo w przypadku takich dolegliwości jak: lęk przedegzaminacyjny, depresja albo ADHD.

## Lista kwiatowych esencji Bacha
Lista 38 roślin, które Edward Bach wybrał do sporządzania esencji kwiatowych i stosował w leczeniu, w kolejności alfabetycznej według nazw angielskich stosowanych na opakowaniach:

1. Agrimony (rzepik pospolity)
2. Aspen (topola osika)
3. Beech (buk zwyczajny)
4. Centaury (centuria pospolita)
5. Cerato (Ceratostigma willmottianum)
6. Cherry Plum (śliwa wiśniowa)
7. Chestnut Bud (pąki kasztanowca)
8. Chicory (cykoria podróżnik)
9. Clematis (powojnik pnący)
10. Crab Apple (jabłoń niska)
11. Elm (wiąz angielski)
12. Gentian (goryczuszka gorzkawa)
13. Gorse (kolcolist zachodni)
14. Heather (wrzos zwyczajny)
15. Holly (ostrokrzew kolczasty)
16. Honeysuckle (wiciokrzew przewiercień)
17. Hornbeam (grab pospolity)
18. Impatiens (niecierpek gruczołowaty)
19. Larch (modrzew europejski)
20. Mimulus (kroplik żółty)
21. Mustard (gorczyca polna)
22. Oak (dąb szypułkowy)
23. Olive (oliwka europejska)
24. Pine (sosna zwyczajna)
25. Red Chestnut (kasztanowiec czerwony)
26. Rock Rose (posłonek rozesłany)
27. Rock Water (woda źródlana, z naturalnego źródła wypływającego ze skał)
28. Scleranthus (czerwiec roczny)
29. Star of Bethlehem (śniedek baldaszkowaty)
30. Sweet Chestnut (kasztan jadalny)
31. Vervain (werbena pospolita)
32. Vine (winorośl właściwa)
33. Walnut (orzech włoski)
34. Water Violet (okrężnica bagienna)
35. White Chestnut (kasztanowiec zwyczajny)
36. Wild Oat (stokłosa gałęzista)
37. Wild Rose (róża dzika)
38. Willow (wierzba biała)

Ponadto Bach osobiście ustalił skład pięcioskładnikowego medykamentu, tzw. Rescue Remedy, nazywanego także Five Flower Remedy. Jest to „medykament ratunkowy” polecany w różnych sytuacjach nagłego lęku lub nagłej dolegliwości, a także profilaktycznie w sytuacjach, które mogą okazać się stresujące. W jego skład wchodzi mieszanina pięciu esencji kwiatowych: star of Bethlehem, rock rose, impatiens, cherry plum i clematis.